# Kaien
株式会社Kaien（カイエン）は、東京都新宿区に本社を置く発達障害や精神障害を持つ人々を対象とした就労移行・就労定着支援、自立訓練（生活訓練）、学生向け就活・自立サークル、小中高生向けの放課後等デイサービス、を行う企業。

## 概要
- 鈴木慶太の当時3歳の息子が自閉症だと診断されたこと、自閉症の特性を強みとして障害者を優れた技術者として活用しているデンマークの先例モデル（Specialisterne（英語版））との出会いを経て、MBA留学中に発達障害を抱える人々の就労を促進するビジネスモデルを友人たちと作り上げた。その後ビジネスコンテストでの優勝を果たし、周囲の後押しもあり帰国後の2009年9月に株式会社Kaienを設立し事業を開始した[2][3]。
- 当初は発達障害のある人々を雇用してソフトウェアテストの受託業者になることを目指していたが、発達障害者向けの職業訓練や人材紹介を実施する人材サービス業へと転換を図った[4]。
- Kaienでは、「Enabling Excellence」をミッションとし[5]、発達障害のある人に特化した就労支援サービスを展開している[3]。就労先での定着および障害者雇用の斡旋や大学生の就労体験を実施するほか、中途退職者向けに転職支援サービスも行う。そのほか発達障害を持つ大学生や高校生向けに独自の支援プログラムである「ガクプロ」や小中学生向けの放課後等デイサービス「ティーンズ」を実施しており、コミュニケーション能力の向上や社会で必要な知識を育む環境を提供している[6]。
- 顧客は主に、大企業の特例子会社の求人が多いことも特徴的である[7]。

## 特徴
- 就労支援にあたっては、対人関係が苦手、忘れっぽい、物を失くしやすい、何度も同じミスを繰り返すなど、発達障害を抱える人々が持つ特性を補うために、仕事の流れを視覚化・言語化・数値化して、流れを明確にしている[8]。また職業訓練においては、技能ではなくコミュニケーションを学ぶこと、座学ではなく擬似職場、講師は教える役ではなく上司役という設定を基礎にしている[9]。さらに適職を見つけ環境を選べる力を身につけることを目的に、経理・人事・データ分析・伝統工芸・軽作業など100種類以上の業種に対応している[10]。

- 発達障害者を持つ方との仕事の進め方については、「助手席に座るのではなく、カーナビのサポートのように」接し、気持ちに寄り添って手取り足取り教えるよりは、論理的に整理した情報を伝えていくことが有効と考える[11][12]。
- 近年では顧客企業とのサテライトオフィス設立や障害者雇用の現場への常駐支援を行っており、Kaienの支援担当者であるブリッジコンサルタントを配置し、顧客業務のマネジメントや被雇用者の精神面でのサポートなどを行っている点が特徴的である[13]。
- 代表取締役の鈴木はモデルとしたSpecialisterneが黒字経営を続けている営利企業であることに感銘を受けており[14]、Kaienも福祉的な視点に加え、資本主義の波にあらがわず利益に貢献する働き方を前提としている[15]。

## 沿革
- 鈴木慶太が2009年9月に株式会社Kaienを立ち上げる。起業後は、当初計画していた事業計画からの転換、スタッフの離反、資金の枯渇など様々な苦境を経験するも、ベンチャー企業の経営者に言われた「顧客を満足させるのではなく、感動させることが重要」の一言に鼓舞され、訓練の質を高めることに集中し、最初の訓練生10人全員が合格(就職率100％）を果たした[9]。
- 2011年、「横浜市発達障害者支援開発事業」を受託[16]。
- 2016年3月、地域パートナーシップ制度試行開始[17]。
- 2020年10月、筑波大学・信州大学と協働で開始した、発達障害などの脳の多様性に対応したAI・チャットボットの可能性を検証するための研究が、社会技術研究開発センター（国立研究開発法人科学技術振興機構の一組織）の戦略的創造研究推進事業（社会技術研究開発）「SDGsの達成に向けた共創的研究開発プログラム」として採択される[18]。
- 2021年2月、発達障害児向けオンラインSST（ソーシャル・スキル・トレーニング）「ウェブTEENS」のサービスの提供開始[19]。
- 2022年、経済産業省「ニューロダイバーシティ推進事業」実証研究の協力企業としてプロジェクトに参画[20]。同年、発達障害の強みを活かして伝統工芸に取り組む事業「DenPuku」開始[21]。同年6月、EY Japanとの共同により「ダイバース・アビリティ・センター（DAC）」を設置[22]。7月、「発達障害の特性につき、困り感・配慮をオンライン上で数値で自動にマッチング表示できる」仕組みで特許を取得[23]。
- 2024年9月、「ミッテル」に応用した「発達障害者支援システム」により特許取得[24]。同年10月、塩野義製薬株式会社、有限会社奥進システム、株式会社ダイキンサンライズ摂津と、職域における障害理解や合理的配慮に関する取り組みの充実を目的とした基本合意を締結[25]。

## サービス内容
- 就労移行支援
- 自立訓練（生活訓練）
- リワーク（復職支援）
- ガクプロ（学生向け）
- ティーンズ（放課後等デイサービス）
- マイナーリーグ（障害者雇用 求人サービス）
- ミッテルキャリア（総合支援アプリ）
- 家族支援　ペアトレ
- 企業を対象とした発達障害やニューロダイバーシティに基づいたコンサルティング・人材紹介

## 出版物
- 『まんがでわかる 発達障害の人のためのお仕事スキル: 楽しく働くためのヒント&セルフアドボガシー』（合同出版、2019年）
- 『発達障害学生白書』（株式会社Kaien、2018年）
- TEENS執筆チーム著『発達障害の子のためのハローワーク』（合同出版、2017年）

### 監修
- 『7歳からできる みんなのハローワークゲーム: とくい・すき・きょうみから将来の仕事をさがせ！』（合同出版 、2021年）

## 主なメディア出演・講演歴

### メディア出演
- NHK「おはよう日本」[26]
- NHK「クローズアップ現代＋」[27]
- NHK Eテレ 「バリバラ」[28]
- テレビ東京「ワールドビジネスサテライト」[29]

### 教育機関
箕面学園高等学校、千葉県立浦安南高等学校、山村国際高等学校、関西大学文学部、京都精華大学、大妻女子大学比較文化学部、お茶の水女子大学、工学院大学、東京学芸大学、大阪大学、筑波大学など

### 民間企業
シスコシステムズ合同会社、大和ハウス工業株式会社 、ソフトバンク株式会社、株式会社日本コカ・コーラ、清水建設株式会社

### 学会
日本ADHD学会 、日本発達障害学会、日本LD学会、日本高次脳機能学会など    

## 事業所
東京都や神奈川県、千葉県、大阪府、京都府に事業所を有する。

### 事業所一覧
東京
- Kaien秋葉原
- Kaien秋葉原サテライト・ガクプロ本部
- Kaien上野
- Kaien代々木
- Kaien千歳烏山
- Kaien新宿・ガクプロ新宿
- 相談支援事業所　Kaien新宿
- Kaien市ヶ谷
- Kaien池袋
- HQ拠点（本社）
- Kaien立川・ガクプロ立川
- Kaien八王子
- ティーンズ吉祥寺（放課後等デイサービス）
- ティーンズ三鷹（放課後等デイサービス）
- ティーンズ新宿（放課後等デイサービス）
- ティーンズ御茶ノ水（放課後等デイサービス）

神奈川
- Kaien川崎
- 相談支援事業所 Kaien神奈川
- Kaien横浜（就労移行）
- Kaien横浜（自立訓練（生活訓練））・ガクプロ横浜
- Kaien東神奈川
- Kaien海老名
- ティーンズ溝の口（放課後等デイサービス）
- ティーンズ関内（放課後等デイサービス）
- ティーンズ川崎（放課後等デイサービス）
- ティーンズ横浜（放課後等デイサービス）

埼玉
- Kaien大宮（自立訓練（生活訓練））
- Kaien大宮（就労移行）
- ティーンズ川越（放課後等デイサービス）
- ティーンズ北浦和（放課後等デイサービス）

千葉
- Kaien津田沼（自立訓練（生活訓練））・ガクプロ津田沼
- Kaien津田沼（就労移行）
- Kaien柏（就労移行）
- ティーンズ柏（放課後等デイサービス）
- ティーンズ本八幡（放課後等デイサービス）

大阪
- こころのリワークセンター　大阪本町
- Kaien大阪天六・ガクプロ大阪天六
- Kaien東三国
- Kaien阿倍野
- Kaien大阪福島
- Kaien難波

京都
- Kaien烏丸御池

宮城
- ティーンズ長町（放課後等デイサービス）

サテライトオフィス（SOM）
- SOM弁天町
- SOM生麦
- SOM立川
- SOM中津

### パートナー事業所
大人向けプログラムを実施する地域パートナーシップ制度加盟企業・団体は以下のとおり。
- 北海道・函館市　特定非営利活動法人自立相互扶助ネットワーク 就労移行支援事業所ポンテ
- 宮城・仙台市　社会福祉法人想伝舎（Schale）
- 福島・福島市　株式会社凸（でこ） 凸ゼミ福島
- 東京・新宿区　認定特定非営利活動法人ReBit　ダイバーシティキャリアセンター
- 神奈川・横浜市　株式会社クオリード 就労移行支援事業所ミライエ横浜関内
- 神奈川・小田原市　株式会社アベストミヤケ 就労移行支援事業所ＭＥＷＳ
- 新潟・新潟市 学校法人実学教育学園　就労移行支援事業所 LAVORAFO らぼらほ
- 新潟・長岡市 社会福祉法人 中越福祉会 みのわの里　スリージョブながおか
- 長野・松本市　株式会社ハートフル松本FVP
- 愛知・岡崎市　株式会社 絆（就労支援きずな）
- 愛知・豊橋市　株式会社イーネットビズ　イーネットカレッジ
- 愛知・春日市　株式会社エデュケーションNET NEOキャリア
- 大阪・大阪市　NPO法人み・らいず2　み・らいずワークス なんば校
- 兵庫・神戸市　ツインズワークス株式会社　自立訓練（生活訓練）事業所アイ・ワークス神戸三宮
- 兵庫・明石市　ツインズワークス株式会社　就労移行支援事業所アイ・ワークス西明石
- 岡山・玉野市　医療法人春洋会青井医院 Little Plus
- 鳥取・鳥取市　一般社団法人Psychoro Psychoro Park
- 福岡・北九州市　サンクスラボ株式会社 サンクスラボ・カレッジ 小倉
- 福岡・福岡市　医療法人社団飯盛会 倉光病院 リカバリーセンター
- 福岡・飯塚市　株式会社ニューステップ　ワークプレイス
- 鹿児島・鹿児島市　グッジョブキャンパス（自立訓練）・就労移行支援グッジョブキャンパス